# Stylidium eschrichtii
Stylidium eschrichtii är en snäckart som först beskrevs av Middendorff 1849.  Stylidium eschrichtii ingår i släktet Stylidium och familjen Cerithiidae. Inga underarter finns listade i Catalogue of Life.